# 黑龙江能源职业学院
黑龙江能源职业学院，原名黑龙江煤炭职业技术学院，是黑龙江省省属普通高校，层次为专科，亦是双鸭山市唯一一所普通高校。学校始建于1972年，目前分哈尔滨、双鸭山两个校区，省外学生在哈尔滨就读，省内学生在双鸭山就读。现有师生3000人，除开设专科外，还开设成人本科、中专等专业。